# Krystyna Katulska
Krystyna Katulska (ur. 12 stycznia 1950, zm. 9 stycznia 2017) – polska matematyk, doktor habilitowana nauk matematycznych. Specjalizowała się w statystyce matematycznej. Profesor nadzwyczajna na Wydziale Matematyki i Informatyki Uniwersytetu im. Adama Mickiewicza w Poznaniu.

## Życiorys
Studia z matematyki ukończyła na poznańskim UAM w 1973, gdzie następnie została zatrudniona i zdobywała kolejne awanse akademickie. Stopień naukowy doktora uzyskała w 1978 na podstawie pracy pt. Układy blokowe uwikłane, ich teoria i zastosowanie, przygotowanej pod kierunkiem prof. Tadeusza Calińskiego. Habilitowała się w 1990 na podstawie dorobku naukowego i rozprawy pt. Optymalna estymacja wybranych funkcji parametrycznych w układach wagowych. Pracowała jako kierownik i profesor nadzwyczajna w Zakładzie Rachunku Prawdopodobieństwa i Statystyki Matematycznej WMiI UAM. Była członkiem zarządu Polskiego Towarzystwa Biometrycznego. W latach 1991-2012 pełniła funkcję sekretarza Komisji Statystyki Komitetu Matematyki PAN. Jako redaktor statystyczny współpracowała z "Journal of Gender and Power" wydawanym przez Wydział Studiów Edukacyjnych UAM.
Artykuły publikowała w takich czasopismach jak m.in. "Biometrical Letters", "Discussiones Mathematicae" oraz "Colloquium Biometricum".
Została pochowana na Cmentarzu Junikowo w Poznaniu (pole 8, kwatera 1, miejsce 2a).

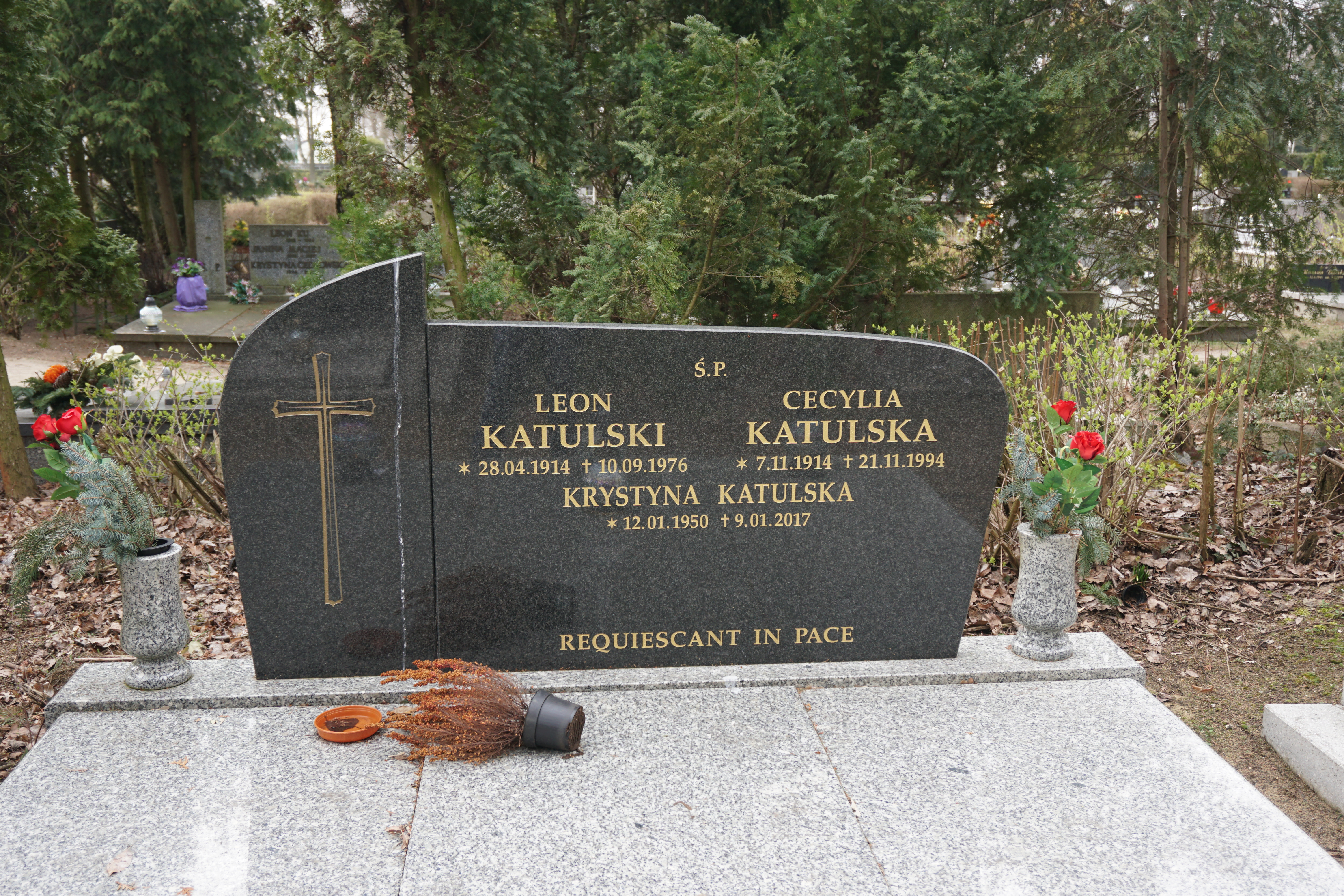
Grób prof. Krystyny Katulskiej na Cmentarzu na Junikowie